# Алверка (футбольный клуб)
«Алверка» (порт. Futebol Clube de Alverca) — португальский футбольный клуб из города Алверка-ду-Рибатежу. Клуб основан 1 сентября 1939 года. В сезоне 1998/99 клуб впервые в своей истории вышел в Лигу Сагриш, где в общей сложности отыграл 5 сезонов. В 2004 году команда вылетела в Лигу де Онра, откуда была исключена и лишилась профессионального статуса в 2005 году по финансовым причинам. С сезона 2025/26 будет выступать в Примейра-лиге.

## Достижения
- Второе место в Лиге де Онра: 2002/03
- Чемпион 3 лиги: 2023/24